# Penicillium gossypii
Penicillium gossypii är en svampart som beskrevs av Pitt 1980. Penicillium gossypii ingår i släktet Penicillium och familjen Trichocomaceae.   Inga underarter finns listade i Catalogue of Life.